# Niccolò Tommasèo
Niccolò Tommasèo (Sebenico, 9 de outubro de 1802 — Florença, 1º de maio de 1874) foi um poeta , linguista e patriota italiano. Catolico, colaborou com Daniele Manin no governo da "Repubblica di San Marco"(1848-49).   Foi autor de um dicionários e seu romance mais célebre foi "Fé e beleza" (Fede e bellezza). Sua Obra poetica completa destaca-se, indubitavelmente, com uma das mais elevadas na literatura italiana (v. "Giacomo Debenedetti - Tommaseo: quaderni inediti" , Milano, 1973).